# Everon Pisas
Everon Romario Elvis Pisas, abrégé Everon Pisas, né le 13 octobre 1994 à Willemstad, est un footballeur curacien, possédant également la nationalité néerlandaise. Il évolue au poste d'ailier au FC Dordrecht.

## Carrière
Everon Pisas signe au Poli Timișoara lors du mercato d'hiver 2016.
Durant l'été 2016, il revient au FC Dordrecht en signant un contrat d'un an plus une année en option.

## Statistiques
| Saison                | Club                  | Championnat           | Championnat | Championnat | Coupe(s) nationale(s) | Coupe(s) nationale(s) | Total | Total |
| Saison                | Club                  | Division              | M.          | B.          | M.                    | B.                    | M.    | B.    |
| 2013-2014             | FC Dordrecht          | Eerste Divisie        | 18          | 0           | 1                     | 0                     | 19    | 0     |
| 2014-2015             | FC Dordrecht          | Eredivisie            | 25          | 2           | 2                     | 1                     | 27    | 3     |
| 2015-2016             | FC Dordrecht          | Eerste Divisie        | 7           | 0           | 2                     | 0                     | 9     | 0     |
| Sous-total            | Sous-total            | Sous-total            | 50          | 2           | 5                     | 1                     | 55    | 3     |
| 2015-2016             | Poli Timișoara        | Liga I                | 6           | 0           | -                     | -                     | 6     | 0     |
| Sous-total            | Sous-total            | Sous-total            | 6           | 0           | -                     | -                     | 6     | 0     |
| 2016-2017             | FC Dordrecht          | Eerste Divisie        | 4           | 0           | 0                     | 0                     | 4     | 0     |
| Sous-total            | Sous-total            | Sous-total            | 4           | 0           | 0                     | 0                     | 4     | 0     |
| Total sur la carrière | Total sur la carrière | Total sur la carrière | 60          | 2           | 5                     | 1                     | 65    | 3     |